# Lindy Hemming
Lindy Hemming (21 de agosto de 1948, Gales) es una diseñadora de vestuario británica, quien ganó premio Óscar al mejor diseño de vestuario por Topsy-Turvy (1999). Después de estudiar en la Royal Academy of Dramatic Art, diseñó vestidos para producciones del West End theatre, la Royal Shakespeare Company y el Royal National Theatre. 
Entre otras películas en las que ha trabajado se incluyen: la saga del agente secreto James Bond desde GoldenEye hasta Casino Royale, The Krays, Cuatro bodas y un funeral, Lara Croft: Tomb Raider, Harry Potter y la cámara secreta, Lara Croft Tomb Raider: La cuna de la vida, Batman Begins y The Dark Knight.

## Premios y distinciones
Premios Óscar
| Año  | Categoría                 | Película    | Resultado |
| ---- | ------------------------- | ----------- | --------- |
| 2000 | Mejor diseño de vestuario | Topsy-Turvy | Ganadora  |